# همسر کشاورز (فیلم ۱۹۹۸)
«همسر کشاورز» (انگلیسی: The Farmer's Wife (1998 film)) یک فیلم است.